# Pacific Racing
Pacific Racing (пізніше відома як Pacific Grand Prix та Pacific Team Lotus) — британська автогоночна команда. Після успіху в молодших формулах команда взяла участь у двох повних сезонах Формули-1, у 1994 та 1995 роках. Команда виступила в 33 Гран-Прі не здобувши жодних успіхів.

## Походження та успіх у нижчих формулах

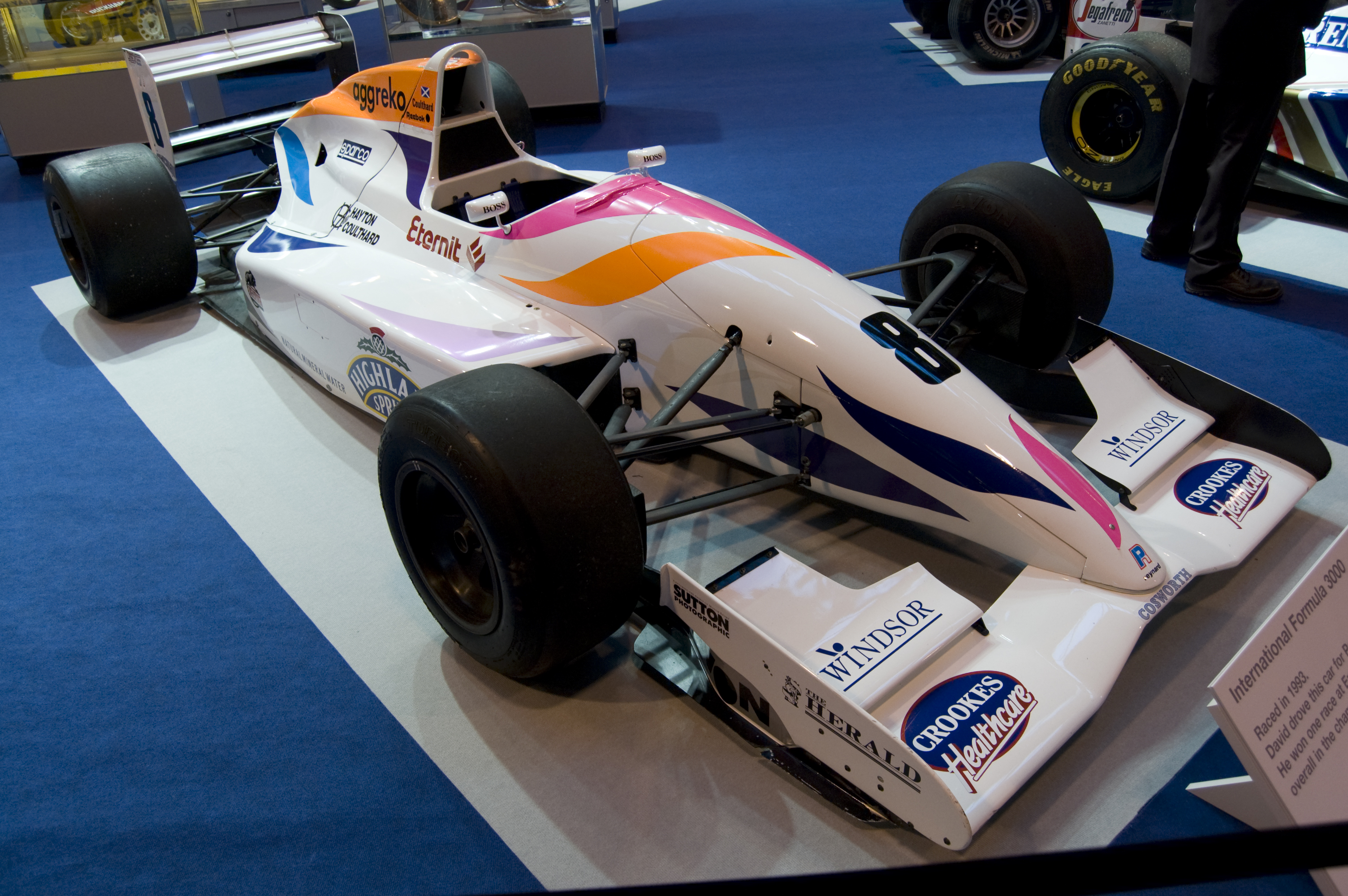
Болід Pacific Racing Reynard Девіда Култгарда в сезоні Формули-3000 1993 року.

Команда була заснована колишнім механіком Кітом Віггінсом у 1984 році для участі в європейському чемпіонаті Formula Ford з норвезьким гонщиком Гаральдом Гюїсманом за підтримки Marlboro. Гюїсман виграв титули Європи та Бенілюксу. У 1985 році, за порадою Гюїсмана, команда разом з гонщиком Бертраном Гашо взяла участь у британській Formula Ford із Reynard. Наступного року Гашо, також член команди Marlboro World Championship, виграв корону Formula Ford 2000 для Pacific Racing. Marlboro залишився з командою Віггінса в FF2000 у 1987 році, вигравши титул чемпіона Великої Британії з Юркі Ярвілехто.
У 1988 році Pacific взяли участь ц Британській Формулі-3 з Ярвілехто та болідом Reynard і виграли титул з першої спроби. Віггінс не хотів залишатися в Формулі 3 і перейшов до Формули 3000, знову співпрацюючи з Reynard і Marlboro. Однак сезон Лехто та Едді Ірвайна був безуспішним, і підтримка тютюнової компанії перейшла до команди конкурента DAMS у 1990 році. Команда повернулася до форми у 1991 році, привівши Крістіана Фіттіпальді до корони F3000.

## Формула-1

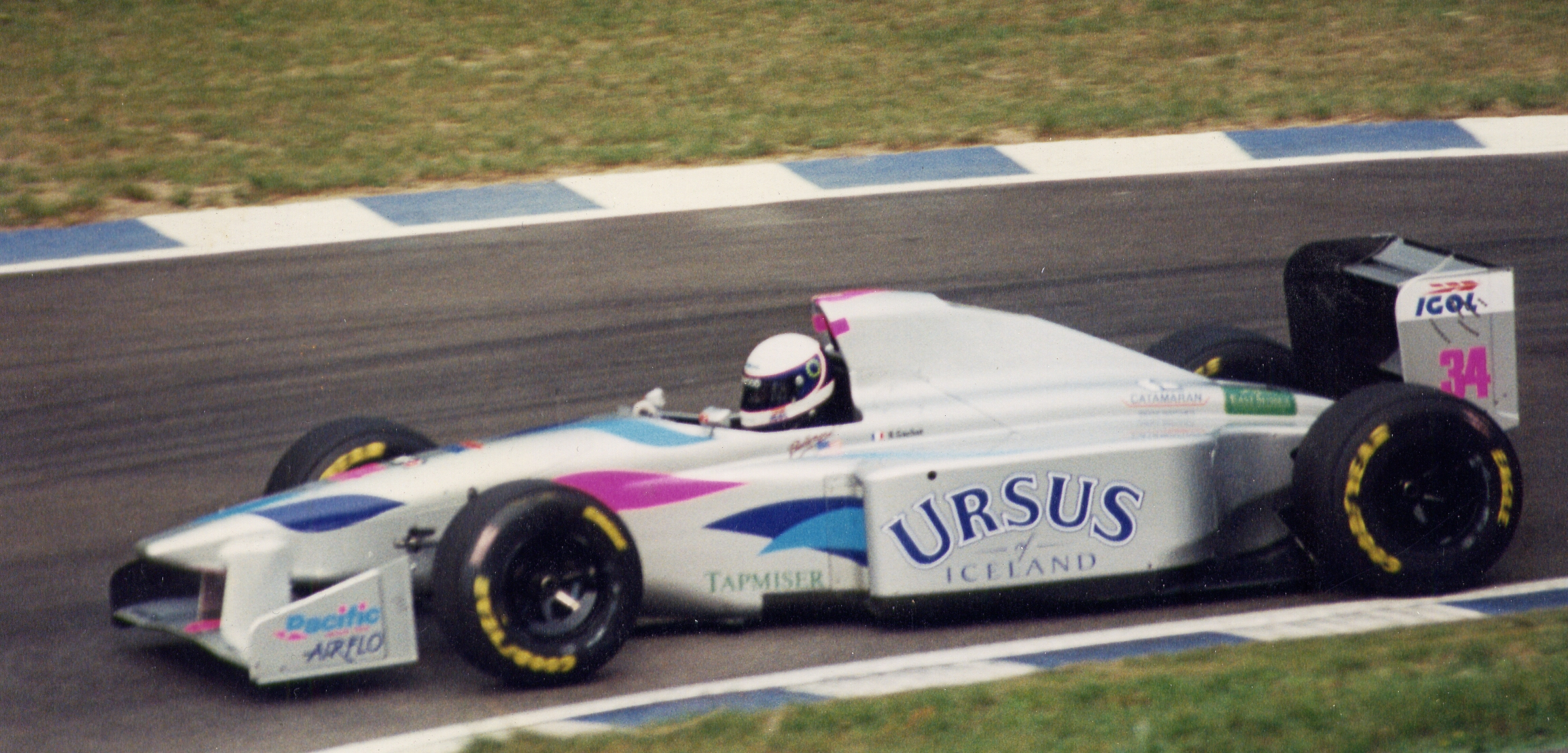
Бертран Гашо під час другої половини сезону 1994 року.

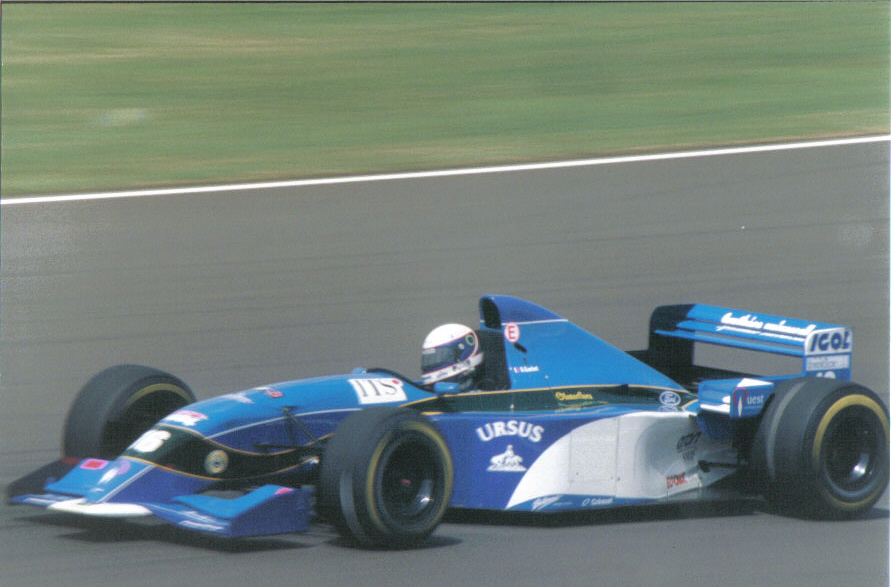
Гашо за кермом боліду команди Pacific на Гран-прі Великої Британії 1995.

Pacific Racing виграла в кожній юніорській категорії, в якій брала участь, і до 1992 року Віггінс вирішив, що зробить крок до Формули-1 у сезоні 1993 року, перейменувавши команду на Pacific Grand Prix. Не маючи штату власних інженерів і усвідомлюючи, наскільки обмежені його часові рамки, Віггінс зв’язався з конструктором F3000 Reynard Racing, щоб розробити та побудувати нове шасі PR01, сподіваючись отримати вигоду від кількох років досліджень і розробки, які Reynard інвестували в, нещодавно скасований, власний проект Формули-1. На жаль для Pacific, наприкінці 1991 року команда дизайнерів під керівництвом Рорі Бірна перейшла до Benetton, а Reynard продав дизайн (все ще у формі паперових креслень) команді Ligier. Невелика команда дизайнерів PR01, яка працювала в Reynard, але номінально найнята Pacific, щоб відповідати правилам FIA, була змушена розпочати новий проект, заснований на тих небагатьох напрацюваннях Reynard, які залишилися, і використавши низку другорядних компонентів із шасі Reynard F3000 у спроба обмежити витрати. Завдяки одному проекту Benetton B193, Ligier JS37 і Pacific PR01 мали той самий профіль, який пізніше став стандартом у Формулі-1.
Команда не могла приєднатися до Формули-1 до 1994 року. Сезон цього року став для команди катастрофою. Поль Бельмондо та колишній пілот Jordan Бертран Гашо (який був акціонером команди) почали сезон як пілоти, а Олівер Гевін тест-пілотом. PR01, розроблений для сезону 1993 року, не пройшов жодного з життєво важливих випробувань в аеродинамічній трубі, необхідних для вдосконалення аеродинаміки автомобіля, пройшов лише кілька десятків миль випробувань на треку, а його двигун Ilmor 3,5 л V10 мав недостатню потужність за стандартами 1994 року. Того сезону команда не змогла набрати жодного очка та завершити хоча б одну гонку, а після Гран-прі Франції жодна машина не змогла пройти кваліфікацію.
Прагнучи розпочати усе з початку у 1995 році, Pacific уклав угоду з власником колишньої Team Lotus, щоб змінити назву на "Pacific Team Lotus". Незважаючи на те, що в результаті команда не отримала жодного персоналу, обладнання чи технологій, мета полягала в тому, щоб Pacific отримала вигоду від асоціації зі знаменитим ім'ям в Формулі-1 Lotus. Застарілі двигуни Ilmor замінили на Ford ED V8, і було залучено цілу низку нових спонсорів. Хороші новини також прийшли, коли PR02 отримав гарантований старт кожної гонки через відхід з Формули-1 Larrousse та Lotus та приєднання лише однієї нової команди Forti. Неприємний момент стався під час показу автомобіля, коли Віггінсу знадобилося 25 хвилин, щоб відкрити пляшку шампанського. Бельмондо був замінений на Андреа Монтерміні. Не пощастило в першій половині сезону, партнер по команді Гашо звільнив своє місце в середині 1995 року, поступившись місцем пілотам Джованні Лаваджі (чотири гонки, чотири сходи) і Жан-Дені Делетраз (дві гонки, один схід, один раз не зміг кваліфікуватись). Пізніше Гашо повернувся після того, як гроші двох платних пілотів закінчилися, а двом пілотам, яких Віггінс хотів бачити за кермом боліду (пілоту Формули Ніппон Кацумі Ямамото на Гран-прі Тихого океану та Японії та тест-пілоту Оліверу Гевіну на Гран-прі Австралії), було відмовлено в суперліцензіях. Найкращим результатом сезону для Pacific було 8 місце на Гран-прі Німеччини та Австралії.

## Вихід з Формули-1 та наслідки
Наприкінці сезону 1995 року команда покинула Формулу-1, а Віггінс повернувся до Формули-3000, відродивши Pacific Racing з Патріком Лемарі та Кріштіану да Матта як пілотів, але не зміг відновити успіх епохи до Формули-1. На наступний сезон обох замінили Олівер Тічі і Марк Жене. Жене залишив команду після аварії в По, а Тічі продовжив виступати сам, поки команда не залишила чемпіонат в середині сезону. У 1997 році Віггінс також намагався взяти участь у перегонах спортивних автомобілів і 24 години Ле-Мана із сильно модифікованим шасі BRM P301 і використовуючи двигун Nissan. Після серії невдач проекту в 1998 році Віггінс закрив команду.
Віггінс приєднався до Lola і допоміг конструктору відвоювати позиції у Champ Car World Series. Закріпившись у Сполучених Штатах, механік, який став менеджером команди, об'єднався з пивоварнею Herdez і в 2000 році придбав Bettenhausen Motorsports, перейменувавши його в HVM Racing. У 2006 році Пол Стоддарт, колишній власник команди Формули-1 Minardi, придбав частку в команді та перейменував її в Minardi Team USA. Команда повернулася до назви HVM Racing після возз’єднання американських чемпіонатів автомобілів з відкритими колесами через два роки, перш ніж покинути спорт наприкінці сезону 2012 року.

## Результати виступів

### Формула-1
| Рік  | Шасі | Двигун              | Шини | Пілоти            | 1    | 2    | 3    | 4    | 5    | 6    | 7    | 8    | 9    | 10   | 11   | 12   | 13   | 14   | 15   | 16   | 17   | Очки | Місце |
| ---- | ---- | ------------------- | ---- | ----------------- | ---- | ---- | ---- | ---- | ---- | ---- | ---- | ---- | ---- | ---- | ---- | ---- | ---- | ---- | ---- | ---- | ---- | ---- | ----- |
| 1994 | PR01 | Ilmor 2175A 3.5 V10 | G    |                   | БРА  | ТИХ  | СМР  | МОН  | ІСП  | КАН  | ФРА  | ВЕЛ  | НІМ  | УГО  | БЕЛ  | ІТА  | ПОР  | ЄВР  | ЯПО  | АВС  |      | 0    | НК    |
| 1994 | PR01 | Ilmor 2175A 3.5 V10 | G    | Поль Бельмондо    | НКВ  | НКВ  | НКВ  | Схід | Схід | НКВ  | НКВ  | НКВ  | НКВ  | НКВ  | НКВ  | НКВ  | НКВ  | НКВ  | НКВ  | НКВ  |      | 0    | НК    |
| 1994 | PR01 | Ilmor 2175A 3.5 V10 | G    | Бертран Гашо      | Схід | НКВ  | Схід | Схід | Схід | Схід | НКВ  | НКВ  | НКВ  | НКВ  | НКВ  | НКВ  | НКВ  | НКВ  | НКВ  | НКВ  |      | 0    | НК    |
| 1995 | PR02 | Ford EDC 3.0 V8     | G    |                   | БРА  | АРГ  | СМР  | ІСП  | МОН  | КАН  | ФРА  | ВЕЛ  | НІМ  | УГО  | БЕЛ  | ІТА  | ПОР  | ЄВР  | ТИХ  | ЯПО  | АВС  | 0    | НК    |
| 1995 | PR02 | Ford EDC 3.0 V8     | G    | Бертран Гашо      | Схід | Схід | Схід | Схід | Схід | Схід | Схід | 12   |      |      |      |      |      |      | Схід | Схід | 8    | 0    | НК    |
| 1995 | PR02 | Ford EDC 3.0 V8     | G    | Джованні Лаваджі  |      |      |      |      |      |      |      |      | Схід | Схід | Схід | Схід |      |      |      |      |      | 0    | НК    |
| 1995 | PR02 | Ford EDC 3.0 V8     | G    | Жан-Дені Делетраз |      |      |      |      |      |      |      |      |      |      |      |      | Схід | 15   |      |      |      | 0    | НК    |
| 1995 | PR02 | Ford EDC 3.0 V8     | G    | Андреа Монтерміні | 9    | Схід | Схід | НС   | ДСК  | Схід | НКЛ  | Схід | 8    | 12   | Схід | НС   | Схід | Схід | Схід | Схід | Схід | 0    | НК    |